# Баффало-Сентер (Айова)
Баффало-Сентер (англ. Buffalo Center) — місто (англ. city) в США, в окрузі Віннебаго штату Айова. Населення — 857 осіб (2020).

## Географія
Баффало-Сентер розташоване за координатами 43°23′22″ пн. ш. 93°56′34″ зх. д. / 43.38944° пн. ш. 93.94278° зх. д. (43.389389, -93.942812).  За даними Бюро перепису населення США в 2010 році місто мало площу 2,78 км², уся площа — суходіл.

## Демографія
Згідно з переписом 2010 року, у місті мешкало 905 осіб у 405 домогосподарствах у складі 242 родин. Густота населення становила 325 осіб/км².  Було 465 помешкань (167/км²).
Расовий склад населення:
| - 96,1 % — білих - 0,6 % — корінних американців - 0,6 % — чорних або афроамериканців - 0,2 % — азіатів - 2,1 % — осіб інших рас |

До двох чи більше рас належало 0,4 %. Частка іспаномовних становила 6,0 % від усіх жителів.
За віковим діапазоном населення розподілялося таким чином: 23,1 % — особи молодші 18 років, 46,7 % — особи у віці 18—64 років, 30,2 % — особи у віці 65 років та старші. Медіана віку мешканця становила 48,3 року. На 100 осіб жіночої статі у місті припадало 87,4 чоловіків;  на 100 жінок у віці від 18 років та старших — 79,8 чоловіків також старших 18 років.
Середній дохід на одне домашнє господарство  становив 57 007 доларів США (медіана — 41 087), а середній дохід на одну сім'ю — 71 122 долари (медіана — 72 917). Медіана доходів становила 49 750 доларів для чоловіків та 34 583 долари для жінок. За межею бідності перебувало 13,5 % осіб, у тому числі 26,3 % дітей у віці до 18 років та 5,6 % осіб у віці 65 років та старших.
Цивільне працевлаштоване населення становило 397 осіб. Основні галузі зайнятості: освіта, охорона здоров'я та соціальна допомога — 36,3 %, виробництво — 14,4 %, роздрібна торгівля — 10,3 %, транспорт — 9,1 %.